# انتون زادریکو
انتون زادریکو (اوکراینی: Антон Вячеславович Задерейко؛ زادهٔ ۴ مارس ۱۹۹۹) بازیکن فوتبال  اهل اوکراین است.